# Amphoe Wichian Buri
Amphoe Wichian Buri (Thai: อำเภอ วิเชียรบุรี, Aussprache: [wíʧian-bùriː]) ist ein Landkreis (Amphoe – Verwaltungs-Distrikt) im südlichen Teil der Provinz Phetchabun, welche zur Nordregion von Thailand gerechnet wird.

## Geographie
Nachbardistrikte sind (im Uhrzeigersinn): Bueng Sam Phan (Provinz Phetchabun), Phakdi Chumphon und Thep Sathit (Provinz Chaiyaphum), Si Thep (Provinz Phetchabun), und Phaisali (Provinz Nakhon Sawan).

## Geschichte
Historisch wurde die Gegend von Wichian Buri von der Mueang Tha Rong verwaltet. König Phra Nang Klao (Rama III.) erhob Tha Rong in den Rang einer Stadt (Mueang), indem er Bua Chum und Chai Bandan zu einer Einheit zusammenfügte und dieser den Namen Wichian Buri gab. Als König Chulalongkorn (Rama V.) den Monthon Phetchabun schuf, wurde Wichian Buri im Jahre 1898 Phetchabun unterstellt. Der Name des Distrikts wurde durch das Gesetz vom 17. April 1939 in Tha Rong geändert, aber 1944 wieder in Wichian Buri zurückgeändert.

## Verwaltung

### Provinzverwaltung
Der Landkreis Wichian Buri ist in 14 Tambon („Unterbezirke“ oder „Gemeinden“) eingeteilt, die sich weiter in 192 Muban („Dörfer“) unterteilen.
| Nr. | Name          | Thai    | Muban | Einw.  |
| --- | ------------- | ------- | ----- | ------ |
| 01. | Tha Rong      | ท่าโรง   | 18    | 26.120 |
| 02. | Sa Pradu      | สระประดู่ | 12    | 06.660 |
| 03. | Sam Yaek      | สามแยก  | 10    | 05.392 |
| 04. | Khok Prong    | โคกปรง  | 17    | 09.952 |
| 05. | Nam Ron       | น้ำร้อน   | 12    | 08.569 |
| 06. | Bo Rang       | บ่อรัง    | 22    | 15.176 |
| 07. | Phu Toei      | พุเตย    | 14    | 12.306 |
| 08. | Phu Kham      | พุขาม    | 10    | 08.436 |
| 09. | Phu Nam Yot   | ภูน้ำหยด  | 16    | 07.343 |
| 10. | Sap Sombun    | ซับสมบูรณ์ | 10    | 05.014 |
| 11. | Bueng Krachap | บึงกระจับ | 10    | 06.385 |
| 12. | Wang Yai      | วังใหญ่   | 10    | 05.533 |
| 13. | Yang Sao      | ยางสาว  | 17    | 09.305 |
| 14. | Sap Noi       | ซับน้อย   | 14    | 06.265 |

### Lokalverwaltung
Es gibt eine Kommune mit „Stadt“-Status (Thesaban Mueang) im Landkreis:
- Wichian Buri (Thai: เทศบาลเมืองวิเชียรบุรี) bestehend aus den Teilen der Tambon Tha Rong, Sa Pradu.

Es gibt eine Kommune mit „Kleinstadt“-Status (Thesaban Tambon) im Landkreis:
- Phu Toei (Thai: เทศบาลตำบลพุเตย) bestehend aus Teilen des Tambon Phu Toei.

Außerdem gibt es 14 „Tambon-Verwaltungsorganisationen“ (องค์การบริหารส่วนตำบล – Tambon Administrative Organizations, TAO)
- Tha Rong (Thai: องค์การบริหารส่วนตำบลท่าโรง) bestehend aus Teilen des Tambon Tha Rong.
- Sa Pradu (Thai: องค์การบริหารส่วนตำบลสระประดู่) bestehend aus Teilen des Tambon Sa Pradu.
- Sam Yaek (Thai: องค์การบริหารส่วนตำบลสามแยก) bestehend aus dem kompletten Tambon Sam Yaek.
- Khok Prong (Thai: องค์การบริหารส่วนตำบลโคกปรง) bestehend aus dem kompletten Tambon Khok Prong.
- Nam Ron (Thai: องค์การบริหารส่วนตำบลน้ำร้อน) bestehend aus dem kompletten Tambon Nam Ron.
- Bo Rang (Thai: องค์การบริหารส่วนตำบลบ่อรัง) bestehend aus dem kompletten Tambon Bo Rang.
- Phu Toei (Thai: องค์การบริหารส่วนตำบลพุเตย) bestehend aus Teilen des Tambon Phu Toei.
- Phu Kham (Thai: องค์การบริหารส่วนตำบลพุขาม) bestehend aus dem kompletten Tambon Phu Kham.
- Phu Nam Yot (Thai: องค์การบริหารส่วนตำบลภูน้ำหยด) bestehend aus dem kompletten Tambon Phu Nam Yot.
- Sap Sombun (Thai: องค์การบริหารส่วนตำบลซับสมบูรณ์) bestehend aus dem kompletten Tambon Sap Sombun.
- Bueng Krachap (Thai: องค์การบริหารส่วนตำบลบึงกระจับ) bestehend aus dem kompletten Tambon Bueng Krachap.
- Wang Yai (Thai: องค์การบริหารส่วนตำบลวังใหญ่) bestehend aus dem kompletten Tambon Wang Yai.
- Yang Sao (Thai: องค์การบริหารส่วนตำบลยางสาว) bestehend aus dem kompletten Tambon Yang Sao.
- Sap Noi (Thai: องค์การบริหารส่วนตำบลซับน้อย) bestehend aus dem kompletten Tambon Sap Noi.